# Cratere Nori
Nori è un cratere sulla superficie di Callisto.